# Eupatorus koletta
Eupatorus koletta är en skalbaggsart som beskrevs av Voirin 1978. Eupatorus koletta ingår i släktet Eupatorus och familjen Dynastidae. Inga underarter finns listade i Catalogue of Life.